# ميمون الوجدي
ميمون بكوش المعروف باسمه الفني الشاب ميمون الوجدي (1953 - 2018، وجدة) مغني راي المغرب، له 18 ألبوم، ووصل صداه إلى عدة دول عربية. آخر أعماله ألبوم رقة البسمة سنة 2010.
تُوفي في 3 نوفمبر 2018 في مدينة وجدة.

## مسيرته
من مدينة وجدة، انتقل من حي واد الناشف إلى منطقة بالقرب من الملعب الشرفي. أول ألبوم صدر له كان بعنوان «النار كدات» سنة 1982، لكن سطع نجمه بأغنية «تشطن خاطري» التي صدرت سنة 1984، وجاءت في ألبوم ضم أيضا رائعته «أنا ما نوليش». ومباشرة بعد ذلك الألبوم، أصدر ألبوم «الشدة ما تدوم».
أسس سنة 1992 شركة فلورانس للإنتاج الفني وتوزيع الكاسيط بالمملكة المغربية، وفي نفس السنة أصدر أغنيته «فاطمة ما قديت لكش».
فارق السنوات بين الألبوم والألبوم يتراوح بين 3 و4 سنوات، وغالبا ما تكون ألبوماته الجديدة بحلة وشكل جديد ولون مختلف ومغاير تماما لكل ما غناه في السابق. فقبل ألبوم مرجانة، كان الشاب ميمون قد غاب عن الساحة 3 سنوات، وكان آخر ألبوم له قبل مرجانة هو تنهد قلبي كي تفكرت (1997)، وهو ألبوم أسطوري يغرق المستمع في بحر من الخيال بروائعه الخالدة خصوصا (حكاية حبي) و (أنا اللي ما عندي زهر جيت نشكي) و (هولوك أ قلبي) و (كان لازم) و (تو دو تو دو)..
لكن قام بحل شركة فلورانس للإنتاج الفني سنة 2001 بسبب تنامي ظاهرة القرصنة.
ومن أشهر أغاني الشاب ميمون «مرجانة» و«داتني الغربة جلاتني» و«مهما كان أنا جربت»، وكلها من سنة 2000. سنة 2008 خرج له سولوه، والذي لاقى نجاحا مهما، وأغنية سولوه أعاد غناءها مجموعة من المغنيين مثل الداودية والعسري، ويضم الألبوم أغنيتين بارزتين: «كلشي أجل» و«صدمة كبيرة»، بالإضافة إلى مفاجأة صيف 2008 «آش بكاك يا نوارة».
في 27 مارس 2010 صدر له ألبوم رقة البسمة، الذي يحتوي على 7 أغان، من بينها «رقة البسمة» و«معاك أنتي».
وبعد غياب طويل جدا عن الجمهور ظهر الشاب ميمون من جديد في مهرجان الراي بوجدة في صيف 2013 وكانت المفاجأة الكبرى للجمهور المغربي الذي استمتع بمشاهدة الشاب ميمون حيث غنى 8 أغان منها القديم والجديد وهي: صدمة كبيرة ـ آش بكاك يا نوارة ـ سولوه ـ يا بلادي يا كنزي ـ دير يقينك فالله ـ تشطن خاطري ـ أنا ما نوليش ـ حبيبي أسمر اللون.
آخر إصدارات الشاب ميمون كانت أغنية سينغل منفردة بعنوان «غي معاك» في غشت 2015.
أخوه هو كمال الوجدي، وهو مغني راي كذلك. الذي كان يقوم بعملية المونتاج داخل الأستوديو لأخيه ميمون، لكن البومة الصادر 2010 ساعده على إخراجه الفنان محسن جمال، لأن الشاب ميمون في خصام مع كمال، وصل الأمر إلى الغناء عليه أغنية «صدمة كبيرة» ضمن ألبوم سولوه. وقد كان هناك خصام آخر بين ميمون وكمال في فترة الثمانينات. وللإشارة فإن ميمون أصدر برفقة أخيه الشاب كمال ألبوماً يضم 4 أغنيات غنى فيها ميمون أغنيتين «راهي جايا محنتي» و «وقولو لها تجي»، أما كمال فغنى فيها «ديري مزية يالوجدي» و «طير لرسام».
كان متزوجا من سيدة ريفية اسمها "فاطمة"، غنى عنها 3 أغان هي: «فاطمة ما قديت لكش»، «تنهد قلبي كي تفكرت»، «معاك انتي». وله بنتان: آمال وهناء.

## ألبومات
- رقة البسمة، 27 مارس 2010
- سولوه، 2008
- غربة بلا ونيس، 2004
- مرجانة، 2000
- تنهد قلبي كي تفكرت، 1997
- ألمان، 1995
- الزين وما درت فيا 1992
- عاديت الزين، 1991 (يضم 11 أغنية في شريطين)
- الكي فالتيليفون، 1990
- سالوا المكتاب، 1988
- أنا بغيت حبيبي، 1987
- يا مول الطاكسي، 1986
- بارمان، 1985
- الشدة ما تدوم، 1984
- أنا ما نوليش، 1984
- راها جاية محنتي، 1984
- النار كدات، 1982
- حبيبي سمر اللون، 1980. [بحاجة لمصدر]

## وصلات خارجية
- ميمون الوجدي على موقع ميوزك برينز (الإنجليزية)
- ميمون الوجدي على موقع ديسكوغز (الإنجليزية)

- مرجانة على يوتيوب
- اش بكاك يانوارة على يوتيوب
- أنا ما نوليش على يوتيوب